# 黑斯米克河
51°05′02″N 7°38′57″E / 51.0838694°N 7.6492°E
黑斯米克河（德語：Hesmicke）是德國的河流，位於該國西部，處於北萊茵-威斯特法倫州，屬於阿格河的右支流，河道全長1.2公里，發源自邁訥茨哈根以南。